# کیکو تسوشیما
کیکو تسوشیما (انگلیسی: Keiko Tsushima؛ ۷ فوریهٔ ۱۹۲۶ – ۱ اوت ۲۰۱۲) هنرپیشه اهل ژاپن بود.
از فیلم‌هایی که وی در آن نقش داشته‌است، می‌توان به هفت سامورایی و طعم چای سبز روی برنج اشاره کرد.